# 威力に訴える論証
威力に訴える論証（いりょくにうったえるろんしょう、羅: argumentum ad baculum、英: appeal to force）とは、力や強制で論理的帰結を正当化する論証。結果に訴える論証の否定的形式の一種。

## 論証形式
威力に訴える論証は一般に次のような論証形式となる。
xがPを真だというなら、Qである。
Qはxに対する罰である。
したがって、Pは真ではない。
（例）
お前がA子に対するいじめに加わらないというのなら、わたしたちはお前もいじめの対象にする。
だからお前はいじめに加わったほうがいい。
これは非形式的誤謬の一種である。Qという攻撃は前提であるPの真理値とは論理的には全く無関係である。これが誤謬であることは中世のころから多くの哲学者が指摘してきた。これは結果に訴える論証の特殊ケースである。

## 誤謬でない場合
威力に訴える論証は、導出される結論が下される罰と論理的に無関係である場合に誤謬とされる。しかし、誤謬ではない場合も多い。例えば、次のような場合である。
酒酔い運転をすると、留置所に入れられる。
留置所には入りたくない。
だから、酒酔い運転はしない方がよい。
この論証の場合、酒酔い運転自体の性質についてではなく、それによって罰を受ける人々について罰の存在を根拠として結論を導いているもので、妥当な論証と言える。しかしこの前提で、酒酔い運転は道徳的に間違っているとか、社会悪だといった結論を導こうとすると、論理的には誤謬となる。